# هولغر كيرستن
هولغر كيرستن (بالألمانية: Holger Kersten)‏ هو كاتب ومؤلف ألماني، ولد في 1951 في ماغديبورغ في ألمانيا.